# Aridaria
Aridaria es un género  de plantas suculentas perteneciente a la familia Aizoaceae. Comprende 138 especies descritas y de estas, solo 4 aceptadas.

## Taxonomía
El género fue descrito por  Nicholas Edward Brown, y publicado en The Gardeners' Chronicle & Agricultural Gazette ser. 3. 78: 433. 1925.    La especie tipo es: Aridaria noctiflora (L.) N.E. Br. 

## Especies
- Aridaria brevicarpa L.Bolus
- Aridaria noctiflora (L.) Schwantes
- Aridaria semtina L.Bolus
- Aridaria vespertina L.Bolus